# フランソワ・クリュゼ
フランソワ・クリュゼ（François Cluzet 1955年9月21日-）はフランス・パリ出身の俳優。セザール賞の主演男優賞を『唇を閉ざせ』（2006年）の演技で受賞している。セザール賞には他に9回ノミネートされている。

## 人物・来歴
17歳の時、私立の演劇学校 Cours Simon に入学する。1976年に舞台に初出演し、1979年にはディアーヌ・キュリス監督の映画 Cocktail Molotov に出演している。1980年と1982年にはクロード・シャブロル監督の映画に出演。
1984年の第9回セザール賞では、ジャン・ベッケル監督の映画『殺意の夏』で助演男優賞に、他の映画でも有望若手男優賞にノミネートされた。以後、ベルトラン・タヴェルニエ（『ラウンド・ミッドナイト』）、トニー・ガトリフ (Rue du Départ ) 、クレール・ドニ（『ショコラ』）、ベルトラン・ブリエ（『美しすぎて』）ら大物監督の映画で主要な役を演じるようになった。
1990年代にはフランスを舞台にした外国映画にも挑戦し、ロバート・アルトマン監督のアメリカ映画『プレタポルテ』やローレンス・カスダン監督のアメリカ映画『フレンチ・キス』に出演した。
子供は全部で4人おり、最初の子供は1982年生まれの娘である。他に、女優マリー・トランティニャンとの間に1992年に息子をもうけている。また、女優 Valérie Bonneton との間にも2001年に息子を、2006年に娘をもうけている。

## 主な出演作
- 女ともだち Coup de foudre (1983)
- 殺意の夏 L'Été meurtrier (1983)
- ラウンド・ミッドナイト 'Round Midnight (1986)
- ショコラ Chocolat (1988)
- 主婦マリーがしたこと Une affaire de femmes (1988)
- ふたり Deux (1989)
- 美しすぎて Trop belle pour toi (1989)
- オリヴィエ オリヴィエ Olivier, Olivier (1992)
- 愛の地獄 L'Enfer (1994)
- プレタポルテ Prêt-à-Porter (1994)
- フレンチ・キス French Kiss (1995)
- プロヴァンスの恋 Le Hussard sur le toit (1995)
- 最後の賭け Rien ne va plus (1997)
  - 日本では2011年に劇場公開。横浜フランス月間2010での上映題は『賭けはここまで』
- 8月の終わり、9月の初め Fin août, début septembre (1998)
- 見えない嘘 L'Adversaire (2002)
  - 日本では劇場未公開。第10回フランス映画祭横浜2002にて上映。
- 職人、クロード・シャブロル Claude Chabrol l'artisan (2002)
  - ドキュメンタリー映画。日本では劇場未公開。フランス映画祭2011関連企画にて上映。
- ラ・ピエトラ 愛を踊る女 Quand je vois le soleil (2003)
- 歌え! ジャニス★ジョプリンのように Janis et John (2003)
- 唇を閉ざせ Ne le dis à personne (2006)
  - 日本では劇場未公開。「三大映画祭週間2011」にて上映。
- PARIS Paris (2008)
- 君のいないサマーデイズ Les Petits Mouchoirs (2010)
- 最強のふたり Intouchables (2011)
  - 第24回東京国際映画祭コンペティション部門にて上映。
- 11.6～最強の現金強奪犯 11.6 (2013)
- ターニング・タイド 希望の海 En solitaire（2014）

## 主な受賞・ノミネート

### セザール賞
| 年               | 作品名                   | 部門           | 結果       |
| ---------------- | ------------------------ | -------------- | ---------- |
| 1984年（第9回）  | Vive la sociale!         | 有望若手男優賞 | ノミネート |
| 1984年（第9回）  | 殺意の夏                 | 助演男優賞     | ノミネート |
| 1990年（第15回） | Force majeure            | 助演男優賞     | ノミネート |
| 1996年（第21回） | Les Apprentis            | 主演男優賞     | ノミネート |
| 2003年（第28回） | 見えない嘘               | 助演男優賞     | ノミネート |
| 2007年（第32回） | 唇を閉ざせ               | 主演男優賞     | 受賞       |
| 2007年（第32回） | Quatre étoiles           | 助演男優賞     | ノミネート |
| 2010年（第35回） | Le Dernier pour la route | 主演男優賞     | ノミネート |
| 2010年（第35回） | À l'origine              | 主演男優賞     | ノミネート |
| 2012年（第37回） | 最強のふたり             | 主演男優賞     | ノミネート |

### その他
| 年     | 賞・映画祭                 | 部門         | 作品名            | 結果                           |
| ------ | -------------------------- | ------------ | ----------------- | ------------------------------ |
| 1984年 | ジャン・ギャバン賞         |              |                   | 受賞                           |
| 1996年 | パリ映画祭                 | 最優秀男優賞 | Le silence de Rak | 受賞                           |
| 2007年 | グローブ・ドゥ・クリスタル | 最優秀男優賞 | 唇を閉ざせ        | 受賞                           |
| 2007年 | エトワール・ドール         | 主演男優賞   | 唇を閉ざせ        | 受賞                           |
| 2010年 | エトワール・ドール         | 主演男優賞   | À l'origine       | 受賞                           |
| 2011年 | 第24回東京国際映画祭       | 最優秀男優賞 | 最強のふたり      | 共演者オマール・シーと共に受賞 |